# Singopuran
Singopuran is een bestuurslaag in het regentschap Sukoharjo van de provincie Midden-Java, Indonesië. Singopuran telt 6769 inwoners (volkstelling 2010).